# Ernst Ebert (Maler)
Ernst Ebert (* 29. September 1915 in Frankfurt/Main; † März 1999 in Wutha) war ein deutscher Maler und Grafiker.

## Leben und Werk
Ebert erlernte in Frankfurt/Main den Beruf eines Bank- und Versicherungskaufmanns und arbeitete ab 1931 als solcher. 1936 wurde er zum Arbeitsdienst einberufen, dann zur Wehrmacht. Er nahm am Zweiten Weltkrieg teil, wurde 1945 verwundet und geriet in Gefangenschaft. Aus dieser ging er 1945 nach Wutha. Er arbeitete als Werbe- und Messegrafiker, u. a. in der Dekorationsabteilung des Automobilwerks Eisenach. Dabei entwarf er u. a. 1955 die Plakette für die erste internationale Wartburg-Rallye.
Neben seiner beruflichen Tätigkeit begann Ebert, angeregt durch seinen Onkel, den Maler Arthur Grimm, autodidaktisch künstlerisch zu arbeiten. 1948 hatte er eine erste Ausstellung in Eisenach. Er machte sich dann als Maler und Grafiker selbstständig. Er beteiligte sich am Aufbau der Künstlerorganisationen und wurde Mitglied des Verbands Bildender Künstler der DDR, dem er bis 1990 angehörte, zuletzt als Vorsitzender dessen Kreisverbands Eisenach. Dabei blieb er weiter künstlerisch tätig.
Anfang der 1950er Jahre war Ebert im Formalismusstreit u. a. wegen seines Ölgemäldes Gewitterlandschaft Angriffen ausgesetzt. Schon Mitte der 1950er Jahre schuf Ebert Collagen, eine Technik, die damals in der DDR noch verpönt war. Er entwickelte, „überwiegend vom Kubismus beeinflusst, eine reduzierte, klare Formensprache. Im Spätwerk folgen vor allem am Informel orientierte Kompositionen in zunehmender Formauflösung.“
Ebert bediente sich neben der Collage vor allem druckgrafischer Verfahren wie Linol- und Farblinolschnitt, schuf aber auch Öl-, Tempera- und Aquarellbilder. Seine Werke zeigen unter anderem Landschaften aus Thüringen und von der Ostsee, Ortsansichten, Stillleben und mitunter Figürliches.
Für die umstrittene vom Bildhauer Eckhardt Mater geschaffene Thälmann-Büste in Eisenach schuf Ebert den Sockel.

## Ehrungen (Auswahl)
- 1984: Verdienstmedaille der DDR
- 1984: Kultur- und Kunstpreis des Rates des Kreises Eisenach

## Werke (Auswahl)

### Tafelbilder
- Weiden am Bach mit Wartburg im Hintergrund (Tempera 26 × 34 cm, 1951)[6]
- Aktivistenehrung (Öl, 1952/1953)

### Grafik
- Buchenwald/Steinkarren (Farbmonotypie, 1956)
- Ruhrkumpel (Linolschnitt, 1959)
- Katzenturm (Linolschnitt, 28,5 × 21,5 cm, vermutlich 1987)[7]

## Ausstellungen (unvollständig)

### Einzelausstellungen
- 1978: Eisenach, Thüringer Museum Eisenach (Grafik; mit Alfred Priebe)
- 1985: Eisenach, Schloss am Markt
- 1986: Weimar, Galerie im Cranachhaus (mit Hans Wiegandt)

### Ausstellungsbeteiligungen
- 1975, 1979 und 1984: Erfurt, Bezirkskunstausstellungen
- 1980: Weimar („Erfurter Künstler“)